# Прейрі-В'ю (Манітоба)
Прейрі-В'ю (англ. Prairie View) — муніципалітет в Канаді, у провінції Манітоба.

## Населення
За даними перепису 2016 року, муніципалітет нараховував 2088 жителів, показавши скорочення на 3,6%, порівняно з 2011-м роком. Середня густина населення становила 1,2 осіб/км².
З офіційних мов обидвома одночасно володіли 90 жителів, тільки англійською — 1 965. Усього 215 осіб вважали рідною мовою не одну з офіційних, з них 5 — одну з корінних мов, а 30 — українську.
Працездатне населення становило 67,1% усього населення, рівень безробіття — 6,1% (6,6% серед чоловіків та 4,3% серед жінок). 70,6% були найманими працівниками, 29% — самозайнятими.
Середній дохід на особу становив $42 841 (медіана $33 824), при цьому для чоловіків — $47 878, а для жінок $37 556 (медіани — $42 581 та $28 608 відповідно).
26,7% мешканців мали закінчену шкільну освіту, не мали закінченої шкільної освіти — 21,7%, 51,3% мали післяшкільну освіту, з яких 20,9% мали диплом бакалавра, або вищий.
| Статево-вікова структура населення | Статево-вікова структура населення | Статево-вікова структура населення | Статево-вікова структура населення | Статево-вікова структура населення |
| ---------------------------------- | ---------------------------------- | ---------------------------------- | ---------------------------------- | ---------------------------------- |
|                                    |                                    |                                    |                                    |                                    |
| Всього                             | Всього                             | 50,7%49,3%                         |                                    |                                    |
| 0 — 14 років                       | 0 — 14 років                       |                                    | 17,7%                              | 17,7%                              |
| 15 — 64 років                      | 15 — 64 років                      |                                    | 61,3%                              | 61,3%                              |
| 65 і більше                        | 65 і більше                        |                                    | 21%                                | 21%                                |
| 85 і більше                        | 85 і більше                        |                                    | 3,6%                               | 3,6%                               |
| Середній вік (років)               | Середній вік (років)               | 42,244,7                           | 43,4                               | 43,4                               |
| Медіана (років)                    | Медіана (років)                    | 43,248,1                           | 45,8                               | 45,8                               |
| — чоловіки — жінки                 |                                    |                                    |                                    |                                    |

| Походження мешканців:     | Походження мешканців:     | Походження мешканців: | Походження мешканців: | Походження мешканців: |
| ------------------------- | ------------------------- | --------------------- | --------------------- | --------------------- |
| Походження                |                           |                       | осіб                  | %                     |
| Корінні американці        | Корінні американці        |                       | 180                   | 9.35%                 |
| Інше північноамериканське | Інше північноамериканське |                       | 515                   | 26.75%                |
| Європейське               | Європейське               |                       | 1 545                 | 80.26%                |
| британське                | британське                |                       | 1 170                 | 60.78%                |
| французьке                | французьке                |                       | 150                   | 7.79%                 |
| українське                | українське                |                       | 370                   | 19.22%                |
| Латинськоамериканське     | Латинськоамериканське     |                       | 10                    | 0.52%                 |
| Азійське                  | Азійське                  |                       | 20                    | 1.04%                 |

| Зайнятість населення за галузями (за класифікацією NOC): | Зайнятість населення за галузями (за класифікацією NOC): | Зайнятість населення за галузями (за класифікацією NOC): | Зайнятість населення за галузями (за класифікацією NOC): | Зайнятість населення за галузями (за класифікацією NOC): |
| -------------------------------------------------------- | -------------------------------------------------------- | -------------------------------------------------------- | -------------------------------------------------------- | -------------------------------------------------------- |
|                                                          |                                                          |                                                          |                                                          |                                                          |
| Управління                                               | Управління                                               |                                                          | 26,3%                                                    | 26,3%                                                    |
| Бізнес, фінанси та адміністрування                       | Бізнес, фінанси та адміністрування                       |                                                          | 8%                                                       | 8%                                                       |
| Природничі та прикладні науки                            | Природничі та прикладні науки                            |                                                          | 3,8%                                                     | 3,8%                                                     |
| Охорона здоров'я                                         | Охорона здоров'я                                         |                                                          | 7%                                                       | 7%                                                       |
| Освіта, правозахист, муніципальні та урядові служби      | Освіта, правозахист, муніципальні та урядові служби      |                                                          | 9,9%                                                     | 9,9%                                                     |
| Мистецтво, культура, відпочинок та спорт                 | Мистецтво, культура, відпочинок та спорт                 |                                                          | 0,9%                                                     | 0,9%                                                     |
| Роздрібна торгівля та послуги                            | Роздрібна торгівля та послуги                            |                                                          | 12,2%                                                    | 12,2%                                                    |
| Гуртова торгівля, транспорт та обладнання                | Гуртова торгівля, транспорт та обладнання                |                                                          | 22,1%                                                    | 22,1%                                                    |
| Природні ресурси, сільське господарство                  | Природні ресурси, сільське господарство                  |                                                          | 8,5%                                                     | 8,5%                                                     |
| Виробництво                                              | Виробництво                                              |                                                          | 1,9%                                                     | 1,9%                                                     |

## Населені пункти
До складу муніципалітету входить індіанська резервація Бердтейл-Крік 57, а також хутори, інші малі населені пункти та розосереджені поселення.

## Клімат
Середня річна температура становить 1,5°C, середня максимальна – 22,6°C, а середня мінімальна – -25,4°C. Середня річна кількість опадів – 480 мм.
| Клімат поселення                              | Клімат поселення | Клімат поселення | Клімат поселення | Клімат поселення | Клімат поселення | Клімат поселення | Клімат поселення | Клімат поселення | Клімат поселення | Клімат поселення | Клімат поселення | Клімат поселення | Клімат поселення |
| Показник                                      | Січ.             | Лют.             | Бер.             | Квіт.            | Трав.            | Черв.            | Лип.             | Серп.            | Вер.             | Жовт.            | Лист.            | Груд.            |                  |
| Середній максимум, °C                         | −12,21           | −8,04            | −1,2             | 8,79             | 16,87            | 22,16            | 22,60            | 21,64            | 15,96            | 9,04             | −1,1             | −10,11           |                  |
| Середня температура, °C                       | −18,77           | −14,6            | −7,76            | 2,23             | 10,29            | 15,59            | 18,02            | 17,10            | 11,38            | 4,46             | −5,69            | −14,69           |                  |
| Середній мінімум, °C                          | −25,36           | −21,18           | −14,34           | −4,36            | 3,73             | 9,01             | 13,43            | 12,52            | 6,80             | −0,13            | −10,27           | −19,28           |                  |
| Норма опадів, мм                              | 24               | 18               | 25               | 25               | 50               | 77               | 74               | 65               | 51               | 29               | 20               | 22               |                  |
| Середньомісячна швидкість вітру, м/с          | 3.98             | 3.98             | 4.10             | 4.30             | 4.50             | 4.00             | 3.50             | 3.60             | 3.98             | 4.20             | 4.00             | 3.90             |                  |
| Середньомісячна сонячна радіація, кДж/м²·день | 3978             | 7395             | 12675            | 17134            | 20391            | 21432            | 22095            | 18686            | 12983            | 7834             | 4104             | 3102             |                  |
| --------------------------------------------- | ---------------- | ---------------- | ---------------- | ---------------- | ---------------- | ---------------- | ---------------- | ---------------- | ---------------- | ---------------- | ---------------- | ---------------- | ---------------- |
| Джерело:                                      |                  |                  |                  |                  |                  |                  |                  |                  |                  |                  |                  |                  |                  |